# Filiaşi
Filiași (rumænsk udtale: [filiˈaʃʲ]) er en by i distriktet Dolj i Oltenien i Rumænien, ved floden Jiu. Byen administrerer seks landsbyer: Almăjel, Bâlta, Braniște, Fratoștița, Răcarii de Sus og Uscăci.
Byen har 15.031 (2021) indbyggere.
Filiași ligger  i det sydlige forland til Karpaterne på flodsletten til  Jiu (Schil). Distriktets  hovedstad Craiova ligger ca. 35 km mod sydøst.

## Historie
De ældste arkæologiske fund i området stammer fra bronzealderen. Filiași blev første gang nævnt i et dokument i 1573. På grund af sin bekvemme beliggenhed ved sammenløbet af floderne Motru og Jiu, har byen i århundreder været et handels- og markedsområde. Indtil begyndelsen af det 20. århundrede var Filiași domineret af adelsfamilien Filișanu.

## Befolkning
Ved folketællingen i 2002 blev der registreret 18.802 indbyggere i byen, heraf 17.905 rumænere og 891 romaer.